# Euchorthippus
Genre
Euchorthippus est un genre d’insectes de la famille des Acrididae.

## Systématique
Le genre Euchorthippus a été créé en 1926 par l'entomologiste russe Serafim P. Tarbinsky (d).

## Liste des espèces et sous-espèces
Selon Catalogue of Life (17 janvier 2020) :
- Euchorthippus acarinatus Zheng, Z. & D. He, 1993
- Euchorthippus albolineatus (Lucas, P.H., 1849)
- Euchorthippus angustulus Ramme, 1931
- Euchorthippus aquatilis Zhang, Fengling, 1994
- Euchorthippus arabicus Uvarov, 1952
- Euchorthippus changlingensis Ren, Bingzhong & Z. Zhao, 2001
- Euchorthippus chenbaensis Tu, C. & Z. Zheng, 1964
- Euchorthippus cheui Xia, K.-L., 1965
- Euchorthippus chopardi Descamps, 1968
- Euchorthippus choui Zheng, Z., 1980
- Euchorthippus dahinganlingensis Zhang, Fengling & Bingzhong Ren, 1992
- Euchorthippus declivus (Brisout de Barneville, 1848)
- Euchorthippus elegantulus Zeuner, 1940
- Euchorthippus flexucarinatus Bi, D. & K.-L. Xia, 1987
- Euchorthippus fusigeniculatus Jin, Xingbao & Fengling Zhang, 1983
- Euchorthippus heiheensis Wang, Liming, 2007
- Euchorthippus herbaceus Zhang, Fengling & Xingbao Jin, 1985
- Euchorthippus liupanshanensis Zheng, Z. & D. He, 1993
- Euchorthippus madeirae Uvarov, 1935
- Euchorthippus nigrilineatus Zheng, Z. & Xiangrong Wang, 1993
- Euchorthippus nigripennis Zheng, Z. & H. Sun, 2007
- Euchorthippus pulvinatus (Fischer von Waldheim, 1846)
- Euchorthippus ravus Liang, G. & F.L. Jia, 1992
- Euchorthippus sardous Nadig, 1934
- Euchorthippus shandongensis Yin, X.-C. & Y.-L. Xiao, 2012
- Euchorthippus sinucarinatus Zheng, Z. & Xiangrong Wang, 1993
- Euchorthippus transcaucasicus Tarbinsky, 1930
- Euchorthippus unicolor (Ikonnikov, 1913)
- Euchorthippus vittatus Zheng, Z., 1980
- Euchorthippus weichowensis Chang, K.S.F., 1937
- Euchorthippus yungningensis Zheng, Z., 1965
- Euchorthippus zhongtiaoshanensis Zheng, Z. & R.-S. Lu, 2002
- Euchorthippus zuojianus Zhang, Fengling & Bingzhong Ren, 1993

Selon Orthoptera Species File (17 janvier 2020) :
- Euchorthippus acarinatus Zheng & He, 1993
- Euchorthippus albolineatus (Lucas, 1849)
  - sous-espèce E. albolineatus albolineatus (Lucas, 1849)
  - sous-espèce E. albolineatus siculus Ramme, 1927
- Euchorthippus angustulus Ramme, 1931
- Euchorthippus aquatilis Zhang, 1994
- Euchorthippus arabicus Uvarov, 1952
- Euchorthippus changlingensis Ren & Zhao, 2001
- Euchorthippus chenbaensis Tu & Zheng, 1964
- Euchorthippus cheui Xia, 1965
- Euchorthippus chopardi Descamps, 1968
- Euchorthippus choui Zheng, 1980
- Euchorthippus dahinganlingensis Zhang & Ren, 1992
- Euchorthippus declivus (Brisout de Barneville, 1848)
- Euchorthippus elegantulus Zeuner, 1940
  - sous-espèce E. elegantulus elegantulus Zeuner, 1940
  - sous-espèce E. elegantulus gallicus Maran, 1957
- Euchorthippus flexucarinatus Bi & Xia, 1987
- Euchorthippus fusigeniculatus Jin & Zhang, 1983
- Euchorthippus heiheensis Wang, 2007
- Euchorthippus herbaceus Zhang & Jin, 1985
- Euchorthippus liupanshanensis Zheng & He, 1993
- Euchorthippus madeirae Uvarov, 1935
- Euchorthippus nigrilineatus Zheng & Wang, 1993
- Euchorthippus nigripennis Zheng & Sun, 2007
- Euchorthippus pulvinatus (Fischer von Waldheim, 1846)
- Euchorthippus ravus Liang & Jia, 1992
- Euchorthippus sardous Nadig, 1934
- Euchorthippus shandongensis Yin & Xiao, 2012
- Euchorthippus sinucarinatus Zheng & Wang, 1993
- Euchorthippus transcaucasicus Tarbinsky, 1930
- Euchorthippus unicolor (Ikonnikov, 1913)
- Euchorthippus vittatus Zheng, 1980
- Euchorthippus weichowensis Chang, 1937
- Euchorthippus yungningensis Zheng, 1965
- Euchorthippus zhongtiaoshanensis Zheng & Lu, 2002
- Euchorthippus zuojianus Zhang & Ren, 1993